# أناستاسيا غوبانوفا
أناستاسيا فيتاليفنا غوبانوفا (الروسية: Анастасия Витальевна Губанова ؛ ولدت في 2 ديسمبر 2002) لاعبة تزلج على الجليد روسية مثلت جورجيا. حصلت على الميدالية الفضية في بطولة الدوران الذهبي زغرب  لعام 2018. على مستوى الناشئين ، هي الفائزة بالميدالية الفضية في نهائي سباق الجائزة الكبرى للناشئين لعام 2016 ، وبطلة  نهائي سباق الجائزة الكبرى للناشئين جمهورية التشيك لعام 2016 ، وبطلة  نهائي سباق الجائزة الكبرى للناشئين ألمانيا 2016.

## روابط خارجية
- أناستاسيا غوبانوفا في الاتحاد الدولي للتزلج
- أناستاسيا غوبانوفا على إنستغرام